# Christiane Mora
Pour les articles homonymes, voir Mora.
Christiane Mora, née le 14 novembre 1938 à Talence (Gironde) et morte le 11 octobre 2017 à Amboise, est une femme politique et historienne française.

## Biographie
Fille d'un militant socialiste, employé des assurances sociales, elle suit de brillantes études qui la mènent à l'École normale supérieure de jeunes filles, où elle est admise en 1958.
C'est pendant ses années d'études qu'elle commence à militer, au sein de l'UNEF, dont elle est vice-présidente en 1959-1960.
Membre de l'Union de la gauche socialiste en 1959, elle poursuit son engagement au parti socialiste unifié l'année suivante.
Agrégée, puis titulaire d'un doctorat en histoire contemporaine, elle est mutée au Lycée Balzac de Tours en 1962. Elle devient alors secrétaire de la section socialiste unifiée.
L'année suivante, elle entame sa carrière universitaire, avec un poste d'assistante à Bordeaux, qu'elle conserve jusqu'en 1988, avec un passage au CNRS entre 1970 et 1974.
Membre du bureau national du PSU à partir de 1963, elle se rapproche des positions de Jean Poperen en 1967 et participe à la création de l'UGCS en 1967, avant de rejoindre, comme la majorité de son mouvement, le nouveau Parti socialiste en 1969.
Lors du congrès d'Épinay, elle est une des signataires de la motion portée par Jean Poperen et entre au comité directeur du PS, dont elle est membre jusqu'en 1990.
En 1975, elle est déléguée nationale du parti, chargée de l'environnement, puis, à partir de 1977, de l'énergie. L'année suivante, elle manque de 15 voix, au second tour, son élection comme députée d'Indre-et-Loire.
Secrétaire nationale du PS en 1979, avec la responsabilité de la communication et de la propagande, elle est portée par la vague rose de 1981 et entre au Palais-Bourbon.
Toujours secrétaire nationale du PS, elle prend en charge la formation des militants jusqu'en 1983, puis de nouveau la communication et la propagande. En 1985, cependant, Lionel Jospin ne souhaite pas son maintien à la direction, et elle doit se contenter d'un poste au bureau exécutif du parti.
Tête de liste socialiste lors des élections législatives de 1986, elle est réélue députée, et de nouveau après la dissolution de 1988.
L'année suivante, elle est élue maire de Loches (Indre-et-Loire). Battue aux législatives de 1993, elle reprend un service d'enseignement à Tours. Deux ans plus tard, elle perd la mairie de Loches, et s'éloigne de la vie politique active.
Elle meurt le 11 octobre 2017,,.

## Détail des fonctions et des mandats

### Mandats parlementaires
- 21 juin 1981 - 1er avril 1986 : Députée de la 3e circonscription d'Indre-et-Loire
- 16 mars 1986 - 14 mai 1988 : Députée d'Indre-et-Loire
- 12 juin 1988 - 4 avril 1992 : Députée de la 3e circonscription d'Indre-et-Loire

### Mandats locaux
- 1977 - 1989 : Conseillère municipale de Bléré
- 1981 - 1986 : Conseillère régionale du Centre
- mars 1989 - juin 1995 : Maire de Loches

## Publication
- Les Chambres d'agriculture : représentation et défense des intérêts agricoles (version éditée de sa thèse de 3e cycle en histoire), Paris, Hachette, 1973.